# Calle del Segre
La calle del Segre es una calle de Madrid situada en el barrio de El Viso, en el distrito de Chamartín. Con una longitud de 325 metros, empieza en el cruce con la calle del Cinca y calle de Serrano, y acaba en la plaza de los Sagrados Corazones. La numeración va del 1 y 2 al 29 y 22. Como otras calles del barrio, lleva el nombre de un río, en este caso el Segre. Tiene 3 carriles de sentido único, aparcamientos a ambos lados de la calzada y amplias aceras.

## Edificios

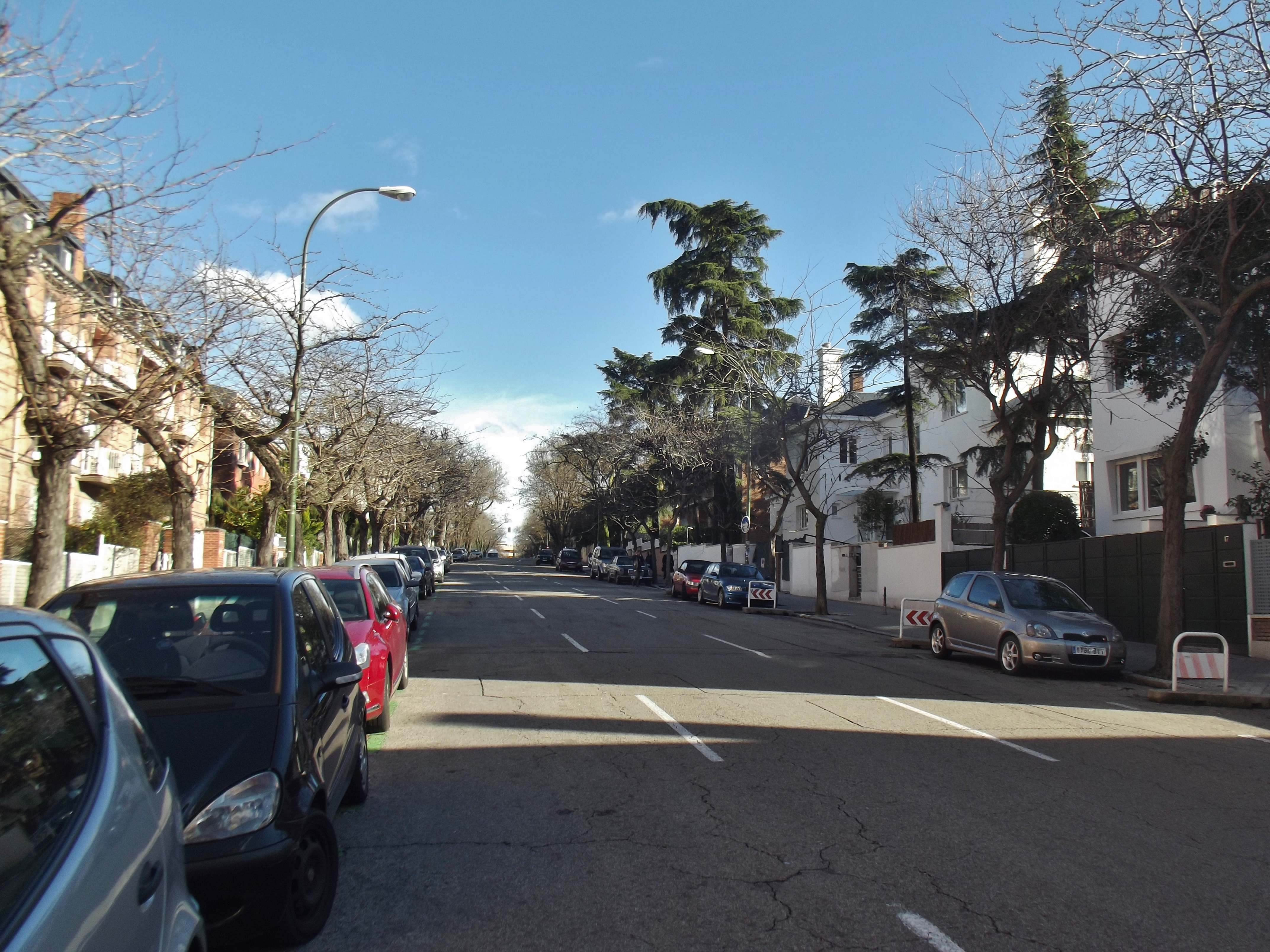
Tramo de la calle. Se pueden ver los 3 carriles y las anchas aceras.

La primera mitad de la calle está urbanizada por chalés y adosados, que ya en las cercanías de la Plaza de los Sagrados Corazones, dan paso a bloques de pisos. Edificios de cierta relevancia son, por ejemplo, la New York University en Madrid o la Embajada de Nigeria o Subastas Segre.

## Transporte
En esta calle no hay ninguna parada de autobús EMT, pero sí en las circundantes: calle del Cinca, calle Serrano, paseo de La Habana y la avenida de Concha Espina. Por ellas pasan las líneas 7 14 43 51 120 N1; si bien sus recorridos son susceptibles de modificaciones.
En cuanto a Metro y Cercanías, las estaciones más cercanas son Santiago Bernabéu (  ) y Concha Espina (  ) de Metro, y Nuevos Ministerios (     ).